# Jean-Pierre Vidal
Jean-Pierre Vidal (San Giovanni di Moriana, 24 febbraio 1977) è un ex sciatore alpino francese, campione olimpico nello slalom speciale a Salt Lake City 2002.

## Biografia
Jean-Pierre Vidal, specialista delle gare tecniche originario di Fontcouverte-la-Toussuire, proviene da una famiglia di grandi tradizioni nello sci alpino: è nipote di Jean-Pierre Augert, fratello di Vanessa Vidal e cugino di Jean-Noël Augert, tutti sciatori della nazionale francese.

### Stagioni 1995-2002
Vidal esordì in gare FIS il 15 dicembre 1994 a Val Thorens, disputando uno slalom speciale dove giunse 21º, e in Coppa Europa l'8 febbraio 1995 a Les Arcs in slalom gigante (24º); il 28 gennaio 1999 vinse la medaglia d'oro nello slalom speciale alla XIX Universiade invernale di Poprad Tatry e il 19 novembre 2000 a Park City partecipò per la prima volta a una gara di Coppa del Mondo, uno slalom gigante, senza completare la gara.
Il 26 novembre 2001 ad Aspen conquistò il primo podio in Coppa del Mondo, 3º in slalom speciale alle spalle dell'austriaco Mario Matt e dello statunitense Bode Miller; il 22 dicembre successivo si aggiudicò il primo successo di carriera, nello slalom speciale disputato a Kranjska Gora. Convocato per i XIX Giochi olimpici invernali di Salt Lake City 2002, sua unica presenza olimpica, onorò la partecipazione vincendo la medaglia d'oro nello slalom speciale.

### Stagioni 2003-2006
Nel 2003 ai Mondiali di Sankt Moritz, sua prima partecipazione iridata, non concluse né lo slalom gigante né lo slalom speciale, mentre nel 2004 conquistò in slalom speciale l'unica vittoria in Coppa Europa, nonché unico podio, il 7 gennaio a Les Menuires. Ai Mondiali di Bormio/Santa Caterina Valfurva 2005, sua ultima presenza iridata, ottenne la medaglia di bronzo nella gara a squadre e non concluse lo slalom speciale.
La stagione 2005-2006 vide Vidal conquistare il secondo e ultimo successo in Coppa del Mondo, nonché ultimo podio, il 22 gennaio sul prestigioso tracciato Ganslern di Kitzbühel. La sua ultima gara in carriera fu lo slalom speciale di Coppa del Mondo disputato due giorni dopo a Schladming, non completato da Vidal; convocato per i Giochi olimpici di Torino 2006, non prese il via alla gara di slalom speciale a causa di una frattura all'avambraccio subita in allenamento.

## Palmarès

### Olimpiadi
- 1 medaglia:
  - 1 oro (slalom speciale a Salt Lake City 2002)

### Mondiali
- 1 medaglia:
  - 1 bronzo (gara a squadre a Bormio/Santa Caterina Valfurva 2005)

### Universiadi
- 1 medaglia:
  - 1 oro (slalom gigante a Poprad Tatry 1999)

### Mondiali militari
- 1 medaglia:
  - 1 oro (slalom gigante a Åre 2004)

### Coppa del Mondo
- Miglior piazzamento in classifica generale: 13º nel 2002
- 6 podi (tutti in slalom speciale):
  - 2 vittorie
  - 1 secondo posto
  - 3 terzi posti

#### Coppa del Mondo - vittorie
| Data             | Località      | Paese    | Specialità |
| ---------------- | ------------- | -------- | ---------- |
| 22 dicembre 2001 | Kranjska Gora | Slovenia | SL         |
| 22 gennaio 2006  | Kitzbühel     | Austria  | SL         |

Legenda:

SL = slalom speciale

### Coppa Europa
- Miglior piazzamento in classifica generale: 48º nel 1999
- 1 podio (in slalom speciale):
  - 1 vittoria

#### Coppa Europa - vittorie
| Data           | Località     | Paese   | Specialità |
| -------------- | ------------ | ------- | ---------- |
| 7 gennaio 2004 | Les Menuires | Francia | SL         |

Legenda:

SL = slalom speciale

### Campionati francesi
- 5 medaglie[2]:
  - 5 ori (slalom gigante, slalom speciale nel 2001; slalom speciale nel 2003; slalom gigante nel 2004; slalom gigante nel 2005)